# Studenternas hus Tenoren

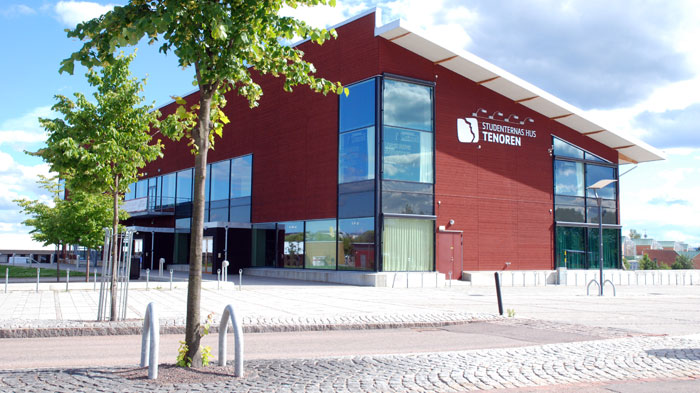
Studenternas hus Tenoren.

Studenternas hus Tenoren ligger i Borlänge på Humanistgatan 2 och används bland annat av Dalarnas studentkår. Fram till sommaren 2010 användes även Tenoren som reception och kontorslokaler för studentkårens aktiva, men nu återfinns enbart nöjeslokaler i huset.

## Historia
Tenoren invigdes 2004 då Borlänge studentkår flyttade in till lokalerna.